# Hemiercus proximus
Hemiercus proximus là một loài nhện trong họ Theraphosidae.
Loài này thuộc chi Hemiercus. Hemiercus proximus được Cândido Firmino de Mello-Leitão miêu tả năm 1923.